# Kuwait ai Giochi della XXXIII Olimpiade
Il Kuwait ha partecipato ai Giochi della XXXIII Olimpiade, svoltisi a Parigi dal 26 luglio all'11 agosto 2024, con una delegazione di 9 atleti, 5 uomini e 4 donne, in 6 discipline.
I portabandiera alla cerimonia di apertura sono stati Youssef Al-Shamlan e Saud Al-Faqaan.

## Delegazione
| Sport            | Uomini | Donne | Totale |
| ---------------- | ------ | ----- | ------ |
| Atletica leggera | 1      | 1     | 2      |
| Canottaggio      | 0      | 1     | 1      |
| Nuoto            | 1      | 1     | 2      |
| Scherma          | 1      | 0     | 1      |
| Tiro             | 2      | 0     | 2      |
| Vela             | 0      | 1     | 1      |
| Totale           | 5      | 4     | 9      |